# José Daniel Crespo
José Daniel Crespo (Pesé, Panamá; 2 de agosto de 1890 - 7 de junio de 1958) fue un educador, estadista y escritor panameño.
Hizo sus estudios primarios en Pesé y los secundarios en la ciudad de Panamá en la Escuela Normal de Varones, obteniendo el título de maestro de enseñanza primaria en 1908. Luego de tres años como maestro obtuvo una beca para el Kelvin College en la ciudad inglesa de Liverpool. Al completar dos años en dicha universidad se trasladó a la ciudad de Nueva York para estudiar en la Universidad de Columbia donde consiguió los títulos de Bachelor of Science en educación, máster con diploma de Supervisor en Educación y doctor en Filosofía, con especialización en Educación.
A su regreso a Panamá fue nombrado catedrático de pedagogía en el Instituto Nacional de Panamá y luego inspector general de Educación. En 1932 fue elegido diputado por la provincia de Herrera, pero se vio obligado a exiliarse y en los siguientes años vivió en Centroamérica y México (fue también posteriormente embajador en este último país). 
En 1941 regresó a Panamá continuando sus labores educativas. En 1945 fue Ministro de Educación bajo la presidencia de Enrique A. Jiménez. Como ministro, logró la aprobación de la Ley 47 de 1946 o Ley Orgánica de Educación y el establecimiento del escalafón del magisterio a base de créditos y experiencias y la estabilidad del educador.
Escribió libros y artículos periodísticos tales como El manifiesto liberal (1951), El monstruo del Estado, Geografía de Panamá, Lector Panamericano (junto con Guillermo Méndez Pereira), Fundamentos de la nueva educación, Sugerencias y problemas económicos de Panamá, La moneda panameña y el nuevo Tratado del Canal, etc.
También dio gran impulso a las bibliotecas públicas y estableció en Panamá la Semana del Libro. Hoy día se recuerda su memoria en el Colegio José Daniel Crespo que lleva su nombre.